# Liste nationaler Eishockeymeister 1914
Diese Liste enthält die Landesmeister im Herren-Eishockey der Saison 1913/1914. Aufgeführt sind nationale Meister der Länder, die zu diesem Zeitpunkt Vollmitglied im IIHF waren. Ersatzweise wird der Gewinner der höchsten Liga aufgeführt, wenn ein nationaler Meister nicht explizit ermittelt wird (z. B. NHA-Gewinner in Nordamerika).

## IIHF-Mitglieder
| Land            | Meister bzw. Titelträger            | Vizemeister                         |
| Belgien         | Cercle des Patineurs de Bruxelles   |                                     |
| Böhmen          | kein Meister ausgespielt            | kein Meister ausgespielt            |
| Deutsches Reich | Berliner Schlittschuhclub           | MTV München von 1879                |
| Frankreich      | Club des Patineurs de Paris         | Chamonix Hockey Club                |
| Großbritannien  | kein Britischer Meister ausgespielt | kein Britischer Meister ausgespielt |
| Luxemburg       | kein Meister ausgespielt            | kein Meister ausgespielt            |
| Österreich      | kein Meister ausgespielt            | kein Meister ausgespielt            |
| Schweden        | kein Meister ausgespielt            | kein Meister ausgespielt            |
| Schweiz         | kein Meister ausgespielt            | kein Meister ausgespielt            |

## Weitere Meisterschaften
| Land   | Wettbewerb                  | Meister bzw. Titelträger | Vizemeister        |
| Kanada | Allan Cup                   | Regina Victorias         | Grand-Mère         |
| Kanada | National Hockey Association | Toronto Blueshirts       | Montréal Canadiens |